# Mornats
Mornats (en francès Mornas) és un municipi francès situat al departament de la Valclusa i a la regió de Provença – Alps – Costa Blava.

## Demografia
| 1962                                       | 1968  | 1975  | 1982  | 1990  | 1999  | 2007  |
| ------------------------------------------ | ----- | ----- | ----- | ----- | ----- | ----- |
| 915                                        | 1.103 | 1.189 | 1.737 | 2.087 | 2.209 | 2.248 |
| Des de 1962: població sense dobles comptes |       |       |       |       |       |       |

## Administració
| Període | Identitat        | Partit            |
| ------- | ---------------- | ----------------- |
| 2001-   | Denis Dussargues | Divers gauche-PCF |